# 星星草
星星草（学名：Puccinellia tenuiflora）是一种禾本科植物。这种植物主要分布于中国的辽宁、吉林、黑龙江、内蒙古、河北、甘肃、青海、新疆等地区，西藏也有少量分布；欧洲及亚洲温带地区也有分布。